# Kinh tế Campuchia
Nền kinh tế Campuchia, dù gần đây có những bước tiến, nhưng vẫn tiếp tục gánh chịu những di sản của mấy thập kỷ chiến tranh và nội chiến. Thu nhập đầu người, dù đang tăng nhanh, thì vẫn thấp so với phần lớn các quốc gia láng giềng. Hoạt động gia đình chủ yếu mà phần lớn các hộ nông thôn phụ thuộc vào, là nông nghiệp và các lĩnh vực phụ liên quan. Ngành chế tạo đa dạng nhưng không có quy mô lớn và phần lớn được tiến hành trên quy mô nhỏ và không chính thức. Lĩnh vực dịch vụ tập trung nặng vào các hoạt động thương mại và các dịch vụ liên quan đến cung ứng. Hãng tin Reuters đã có bài báo cho rằng một số trữ lượng dầu mỏ và khí tự nhiên đã được phát hiện ngoài khơi. Việc khai thác dầu khí có thể có khả năng mang đến hiệu quả to lớn đến tương lai nền kinh tế.
Trong năm 1995, chính phủ đã thi hành các chính sách bình ổn, chắc chắn trong các điều kiện khó khăn. Nhìn chung, thành quả kinh tế vĩ mô đạt được là tốt. Tăng trưởng năm 1995 dự tính là 7% do sản xuất nông nghiệp được cải thiện (đặc biệt là gạo). Sự tăng trưởng mạnh của ngành xây dựng và dịch vụ được tiếp tục . Lạm phát giảm từ 26% năm 1994 xuống chỉ còn 6% năm 1995. Nhập khẩu tăng nhờ sự sẵn sàng của sự cung cấp nguồn tài chính từ bên ngoài. Kim ngạch xuất khẩu cũng tăng nhờ sự gia tăng xuất khẩu gỗ xẻ. Về ngân sách, thâm hụt ngân sách toàn bộ và hiện tại đều thấp hơn mục tiêu đặt ra ban đầu.
Sau 4 năm đạt được thành tựu kinh tế vĩ mô chắc chắn, kinh tế Campuchia chậm lại đột ngột trong giai đoạn 1997-98 do khủng hoảng kinh tế châu Á, bạo loạn dân sự và sự ẩu đả chính trị. Đầu tư nước ngoài và ngành du lịch đã giảm sút. Cũng trong năm 1998, mùa màng thất bát do hạn hán. Nhưng trong năm 1999, một năm hòa bình trọn vẹn trong 30 năm, các cải cách kinh tế đã tiến bộ và sự tăng trưởng đã tiếp tục với mức 4%. Sự phát triển kinh tế dài hạn sau nhiều thập kỷ chiến tranh vẫn còn là một thách thức. Dân cư thiếu giáo dục và các kỹ năng sản xuất, đặc biệt ở vùng thôn quê chịu cảnh nghèo, nơi hầu như phải chịu sự thiếu hụt cơ sở hạ tầng cơ bản. Sự bất ổn chính trị và tham nhũng trở lại bên trong chính quyền đã làm nản lòng đầu tư nước ngoài và làm chậm trễ viện trợ nước ngoài. Nhìn về phía tích cực hơn, chính phủ đang chú tâm đến những vấn đề này với sự hỗ trợ của các nhà tài trợ song phương và đa phương. Cũng trong một thời gian dài như sự ổn định chính trị đã giữ được, nền kinh tế Campuchia cũng có thể tăng trưởng với một nhịp độ đáng kể.
Nền dân chủ đang nổi lên của Campuchia đã nhận được sự ủng hộ của quốc tế. Dưới sự ủy nhiệm được thi hành bởi Cơ quan Quá độ Liên Hợp Quốc ở Campuchia (UNTAC), 1,72 tỷ USD đã được chi trong một nỗ lực mang lại nền an ninh, ổn định và sự quản lý dân chủ cho quốc gia này. Về trợ giúp kinh tế, các nhà tài trợ chính thức đã cam kết 880 triệu USD tại Hội nghị cấp bộ trưởng về Tái thiết Campuchia (MCRRC) tổ chức ở Tokyo tháng 6 năm 1992 mà thông qua đó, các cam kết với giá trị 119 triệu USD đã được bổ sung tháng 9 năm 1993 tại cuộc họp của Ủy ban Quốc tế về Tái thiết Campuchia (ICORC) ở Paris, và 643 triệu USD vào tháng 3 năm 1994 tại cuộc họp của ICORC ở Tokyo. Đến nay, tổng số tiền cam kết cho tái thiết Campuchia đã lên đên 1,6 tỷ USD.

## Số liệu thống kê
- GDP: sức mua tương đương - 36,78 tỷ USD (ước 2006)
- Tỷ lệ thăng thực GDP: 5,8% (ước 2006)
- GDP đầu người: sức mua tương đương – 2.600 (ước 2006)
- Cơ cấu GDP theo từng lĩnh vực:
  - Nông nghiệp: 35%
  - Công nghiệp: 10%
  - Dịch vụ: 55% (2004)
- Dân số sông dưới mức nghèo khổ: 70% (ước 2004)
- Household income or consumption by percentage share:
  - lowest 10%: 2.9%
  - highest 10%: 33.8% (1997)
- Tỷ lệ lạm phát (giá tiêu dùng): 3.7% (ước 2006)
- Lực lượng lao động: 11,7 triệu (ước 2003)
- Lực lượng lao động – theo nghề nghiệp:
  - Nông nghiệp: 95% (ước 2004)
- Tỷ lệ thất nghiệp: 86,5% (ước 2005)
- Ngân sách:
  - thu: 831 triệu USD
  - chi: $631,8 triệu USD; bao gồm chi tiêu cho vốn 291 triệu USD (ước 2006)
- Các ngành: du lịch, may, xay xát gạo, đánh cá, gỗ và các sản phẩm gỗ, cao su, xi măng, khai thác đá quý, dệt
- Tỷ lệ tăng trưởng sản xuất công nghiệp:2% (ước 2002)
- Sản lượng điện năng: 13 triệu kWh (2004)
- Sản lượng điện theo nguồn:
  - nhiên liệu hóa thạch: 20%
  - thủy điện: 40%
  - hạt nhân: 0%
  - khác: 40% (1998)
- Sản lượng điện tiêu thụ: 121,8 triệu kWh (2004)
- Xuất khẩu điện: 23000 kWh (2008)
- Nhập khẩu điện: 239 kWh (2008)
- Nông sản: gạo, cao su, ngô, rau, hạt điều, sắn
- Kim ngạch xuất khẩu: 1,213 tỷ USD f.o.b. (ước 2006)
- Các mặt hàng xuất khẩu: quần áo, gỗ, cao su, gạo, cá, thuốc lá, giày da
- Đối tác xuất khẩu: Mỹ 48,6%, Liên Minh châu Âu 24,4%, Italia 5,6%, Canada 4,6% (2005)
- Kim ngạch nhập khẩu: 32,47 tỷ USD f.o.b. (ước 2006)
- Các mặt hàng nhập khẩu: Các sản phẩm dầu mỏ, thuốc lá điếu, vàng, vật liệu xây dựng, máy móc, xe cơ giới, dược phẩm
- Các đối tác nhập khẩu: Hồng Kông 16,1%, Trung Quốc 13,6%, Pháp 12,1%, Lào 11,2%, Đài Loan 10,2%, Hàn Quốc 7,5%, Việt Nam 7,1%, Singapore 4,9%, Nhật Bản 4,1% (2005)
- Nợ nước ngoài: 166,43 tỷ USD (ước 2006)
- Nhận viện trợ kinh tế: 104 triệu USD cam kết dưới dạng các khoản trợ cấp và các khoản vay nhượng bộ trong năm 2995 bởi các nhà cung cấp vốn quốc tế
- Tiền tệ: 1 riel mới (CR) = 100 sen
- Tỷ giá hối đoái: đồng riel/USD – 4.119 (2006), 4.092,5 (2005), 4.016,25 (2004), 3.973,33 (2003), 3.912,08 (2002)
- Năm tài chính: Năm lịch